# Ban Chỉ đạo Nhà nước về Chương trình hành động quốc gia khắc phục hậu quả bom mìn sau chiến tranh
Ban Chỉ đạo Nhà nước về Chương trình hành động quốc gia khắc phục hậu quả bom mìn sau chiến tranh (viết tắt là Ban Chỉ đạo 504) thuộc Chính phủ Việt Nam có nhiệm vụ nghiên cứu, đề xuất với Thủ tướng Chính phủ phương hướng, giải pháp để có chiến lược huy động, vận động tài trợ nhằm thu hút các nguồn lực trong và ngoài nước để nhanh chóng khắc phục hậu quả bom, mìn sau chiến tranh ở Việt Nam, đề xuất tham gia rà phá bom mìn, vật nổ ở nước ngoài theo hiệp định ký kết của Chính phủ Việt Nam với các nước; Giúp Thủ tướng Chính phủ chỉ đạo xây dựng kế hoạch và triển khai thực hiện Chương trình hành động quốc gia khắc phục hậu quả bom mìn sau chiến tranh, điều hòa, phối hợp giữa các Bộ, ngành, địa phương liên quan trong quá trình thực hiện chương trình, kế hoạch hàng năm và 5 năm về khắc phục hậu quả bom, mìn đã được phê duyệt.

## Lịch sử
Ngày 22/12/2010, Thủ tướng Chính phủ Nguyễn Tấn Dũng đã ký ban hành Quyết định số 2338/QĐ-TTg về việc thành lập Ban Chỉ đạo Nhà nước về Chương trình hành động quốc gia khắc phục hậu quả bom, mìn sau chiến tranh (gọi tắt là Ban Chỉ đạo 504) và Quyết định số 581 về việc thành lập Cơ quan Thường trực Ban Chỉ đạo 504.

## Lãnh đạo
- Trưởng ban: Nguyễn Tấn Dũng, Thủ tướng Chính phủ
- Phó Trưởng ban: Phùng Quang Thanh, Đại tướng, Bộ trưởng Bộ Quốc phòng
- Phó Trưởng ban: Phạm Thị Hải Chuyền, Bộ trưởng Bộ Lao động Thương binh xã hội
- Ủy viên: Nguyễn Chí Vịnh, Thượng tướng, Thứ trưởng Bộ Quốc phòng
- Ủy viên: Bùi Hồng Lĩnh, Thứ trưởng Bộ Lao động, Thương binh và Xã hội
- Ủy viên: Nguyễn Thế Phương, Thứ trưởng Bộ Kế hoạch và Đầu tư
- Ủy viên: Nguyễn Công nghiệp, Thứ trưởng Bộ Tài chính
- Ủy viên: Bùi Cách Tuyến, Thứ trưởng Bộ Tài nguyên và Môi trường
- Ủy viên: Lê Lương Minh, Thứ trưởng Bộ Ngoại giao
- Ủy viên: Vũ Xuân Hồng, Chủ tịch Liên hiệp các tổ chức hữu nghị Việt Nam
- Ủy viên: Phương Minh Hòa, Thượng tướng, Phó Chủ nhiệm Tổng cục Chính trị
- Ủy viên: Lê Chiêm, Trung tướng, Phó Tổng Tham mưu trưởng